# Supernatural: Bone Key
Supernatural: Bone Key è un romanzo horror del 2008 di Keith R.A. DeCandido. Si tratta del terzo romanzo ispirato alla serie televisiva Supernatural. Venne pubblicato il 26 agosto 2008 dalla casa editrice HarperEntertainment.
La storia rivela un'avventura inedita dei fratelli Winchester che si svolge durante la terza stagione della serie televisiva, e più precisamente una settimana dopo quanto avvenuto nell'episodio "A Very Supernatural Christmas"

## Trama
Sam e Dean sono diretti a Key West, in Florida, dove vivono gli Hemingway, gli uragani e molti demoni. La città tropicale ospita così tanti ghoul che una delle sue principali fonti di guadagno era un tour di fantasmi. I tour sono però stati interrotti quando una delle guide è stata trovata morta per un apparente infarto.
Decisi a scoprire cosa sia realmente successo, i fratelli Winchester si troveranno faccia a faccia con i famigerati fantasmi dei residenti dell'isola, con demoni misteriosi e con un misterioso antico potere in cerca di vendetta.